# Provincia di Chonburi
La provincia di Chonburi (in thailandese ชลบุรี, Chon Buri; [tɕ͡ʰōn bū.rīː] ) si trova in Thailandia, nella regione della Thailandia dell'Est. Si estende per 4.363,0 km², ha 1.318.129 abitanti ed il capoluogo è il distretto di Mueang Chonburi. La città principale è Pattaya, altri centri importanti della provincia sono Chonburi, Sattahip e Laem Chabang, che ospita il maggiore porto marittimo del Paese.
Alla provincia appartengono le isole di Koh Si Chang, Koh Khram, Koh Pai ed altre isole minori.

## Geografia antropica

### Suddivisioni amministrative

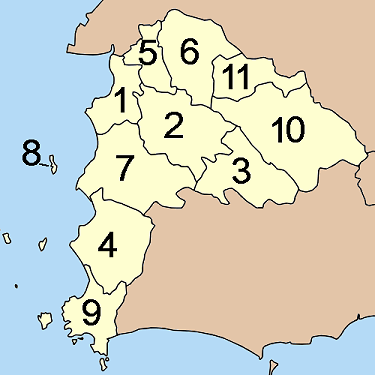
Mappa degli Amphoe

La provincia è suddivisa in 11 distretti (amphoe). Questi a loro volta sono suddivisi in 92 sottodistretti (tambon) e 691 villaggi (muban) e una area amministrativa speciale: la città di Pattaya.
| 1. Mueang Chonburi 2. Ban Bueng 3. Nong Yai 4. Bang Lamung 5. Phan Thong 6. Phanat Nikhom | 1. Si Racha 2. Koh Si Chang 3. Sattahip 4. Bo Thong 5. Koh Chan |